# Jochen Buck
Jochen Buck es un deportista austríaco que compitió en bobsleigh. Ganó una medalla de bronce en el Campeonato Europeo de Bobsleigh de 1999, en la prueba cuádruple.

## Palmarés internacional
| Campeonato Europeo | Campeonato Europeo    | Campeonato Europeo | Campeonato Europeo |
| Año                | Lugar                 | Medalla            | Prueba             |
| ------------------ | --------------------- | ------------------ | ------------------ |
| 1999               | Winterberg (Alemania) | Medalla de bronce  | Cuádruple          |